# 1595 en musique classique
| \| • Retour à la chronologie générale de la musique classique • \| |
| Grèce • Rome • Haut Moyen Âge • VIIIe siècle • IXe siècle • Xe siècle • XIe siècle XIIe siècle • XIIIe siècle • XIVe siècle • XVe siècle • XVIe siècle • XVIIe siècle XVIIIe siècle • XIXe siècle • XXe siècle • XXIe siècle |
| • Retour à la chronologie générale de la musique classique • |

| Années en musique classique : 1592 - 1593 - 1594 - 1595 - 1596 - 1597 - 1598    |
| Décennies en musique classique : 1560 - 1570 - 1580 - 1590 - 1600 - 1610 - 1620 |

## Événements
- Publication du troisième livre de madrigaux de Carlo Gesualdo, par Baldini, éditeur de la cour de Ferrare.
- Daphné, premier essai d’opéra par Jacopo Peri et Jacopo Corsi.
- Libro II dei madrigali a 5 voci d'Alessandro Orologio, publié à Venise.

## Naissances

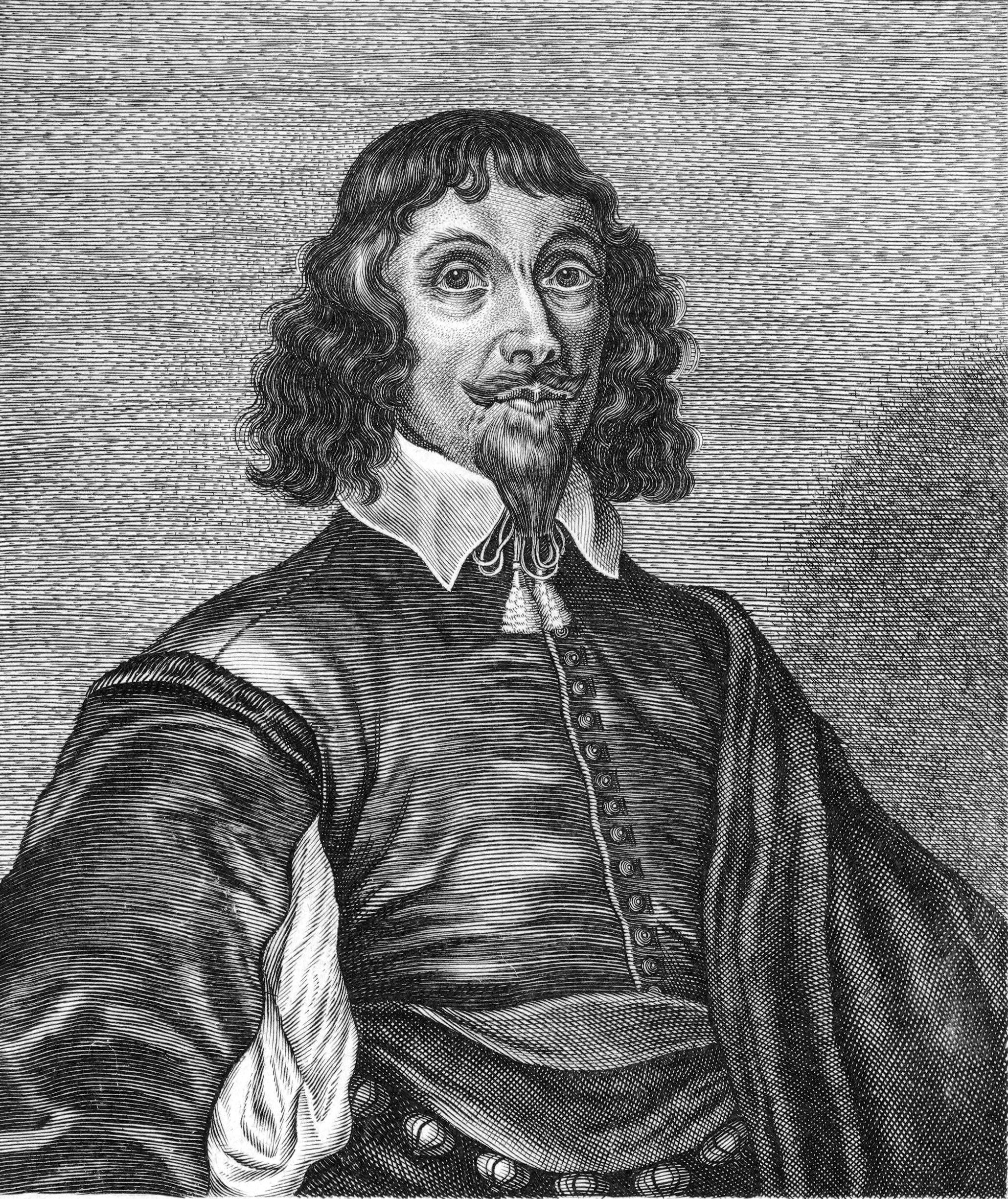
Heinrich Scheidemann

- 26 janvier : Antonio Maria Abbatini, compositeur italien († 15 mars 1679).
- 24 novembre : Tarquinio Merula, compositeur, violoniste et organiste italien († 10 décembre 1665).
- 5 décembre : Henry Lawes, musicien et compositeur anglais († 2 octobre 1662).

Date indéterminée :
- Herman Hollanders, compositeur néerlandais († vers 1640).
- Francesco Manelli, compositeur d'opéras et chanteur italien († 1667).

Vers 1595 :
- Giovanni Battista Buonamente, compositeur et violoniste italien († 1642).
- Francisca Duarte, chanteuse judéo-flamande († vers 1640).
- Heinrich Scheidemann, organiste et compositeur allemand († 1663).

## Décès
- 23 juillet : Thoinot Arbeau, chanoine, compositeur et écrivain langrois (° 17 mars 1520).
- 19 novembre : Hubertus Waelrant, compositeur franco-flamand (° 1517).

Date indéterminée :
- Ludovicus Episcopius, compositeur franco-flamand (° 1520).